# サウジアラビア法
サウジアラビア法（サウジアラビアほう、アラビア語: قانون سعودي、英語: Legal system of Saudi Arabia）

## 概要
サウジアラビアにおいては、イスラム法（シャリーア）そのものが法源となり制定法を介さずに直接適用される。しかも一般の法律を制定できる範囲が限定されており、イスラム法で明示的な規定がない事項についてイスラム法に抵触しない範囲でのみ、制定が許容されている（ここにおいてシャリーアはクルアーンとスンナを第一次的法源とし、イスラム法学者の合意や見解を第二次的法源とする法規範であり、条文の形で成文化されているものではない）。
他のイスラム諸国では、制定法内にイスラム法（シャリーア）の理念や原則を取り入れることはあるが、イスラム法そのものが裁判規範として直接適用される主権国家はサウジアラビアのみとされている。例えば、酒類の製造等が禁止されていることはサウジアラビアもクウェートも同様であるが、クウェートでは刑法典において販売目的で酒類を製造等した者を10年以下の禁固刑に処すると規定しており、その効力として酒類の製造等が禁止されている。これに対し、サウジアラビアではそのような制定法は存在せず（制定法を設けることが許容されず）、イスラム法の直接命じるところとして酒類の製造等が禁止されていると解される。イスラム法が詳細な定めをする家族法も同様であり、サウジアラビアには婚姻や相続などの実体ルールを規定する制定法は存在せず、イスラム法が直接の実体規範となっている。このように、イスラム教スンニ派の盟主サウジアラビアは現代の主権国家の中ではイスラム法による統治を最も徹底した国と言える（対照的にイスラム教シーア派の雄イランの法制は、シャリーアを最高法規としつつも制定法の適合性審査で用いるにとどまり、裁判規範として直接適用まではしない法体系をとっている）。
ただし民商事取引分野においては、シャリーアと抵触せずこれを補完するものという位置付けでいくつもの法律が制定されており、その例として会社法、商業代理店法、不動産所有・投資に関する法律、特許法・商標法・著作権法、保険会社法、不動産担保に関する法律、仲裁法、民事執行法などが挙げられる。他方で取引分野の基本法というべき民法典については、ルールの明確化・予見可能性向上などの観点から国王のイニシアティブの下で制定に向けた動きがありつつも、反対論も根強く未だ制定には至っていない。その背景として、民法が取引分野の基本法だけにそのような制定法が導入されるとシャリーアを中心とすべき法体系との整合性が保てない、などの懸念が指摘されている。
またこのような民法典制定論争を巡っては、取引法制の整備という視点のみならず、「シャリーア」を重視しつつ「現代の実態」にも即した基本法整備を行うことが現代における真のシャリーアに基づく統治のあり方を示していくきっかけになり、偏った形でイスラム法（シャリーア）による統治を掲げるテロリズムに対し理論的・実践的な反論にもなるとの意見もある（このような「シャリーア」と「現代社会」との調和の試みは、イスラム金融発展の歴史にも通じると言えよう）。

## 統治機構
サウジアラビアは国王を元首とする絶対君主制の国家であり、その統治は実質的にも国王の親政で、「司法、行政、立法の三権は、国王の下で、相互に協力して執行される」とされている（統治基本法44条）。
国王は行政府の長である首相も兼ね、副首相以下の閣僚を任命する。制定法の立法権も国王に属するが、国王が任命する150名の議員と1名の議長で構成される諮問評議会が、法律制定・改正などの実質的な検討をする機関として存在する。法律制定の通常のプロセスは、行政府の担当閣僚等が法律案を起草し、諮問評議会の審議に付され、諮問評議会に異議がなければ国王の承認を得た上で法律として公布されるというものである。ただし上記の通り、制定法を設けることができる範囲はイスラム法（シャリーア）との関係で相当に制約されている。

## 司法制度
サウジアラビアの裁判所は、統治基本法上単一の種類しかなく特別裁判所の定めはない。イスラム法（シャリーア）を主たる法源とする法制であることを反映して、裁判所の裁判官（ガーディー）はシャリーアの専門家たるウラマーである。そのためサウジアラビアの裁判所は、通称としてシャリーア裁判所と呼ばれるのが一般化している。
一方このような（シャリーア）裁判所とは別に、苦情処理庁と訳される国王直属の紛争処理機関や、商業、金融、労働、交通等を所管する各関係省庁の委員会等が各関連の民商事紛争処理の任に当たっている。結果として、建前上は統治基本法の定める（シャリーア）裁判所は全ての訴訟を管轄するにもかかわらず、実態としては家事事件（親族、相続など）や刑事事件など限定的な事件のみを担当している（このような管轄の実態は、本来的に管轄が限定されているインドネシアの宗教裁判所に実質的に接近するものとも言える）。